# 東京都道462号蔵前三ノ輪線

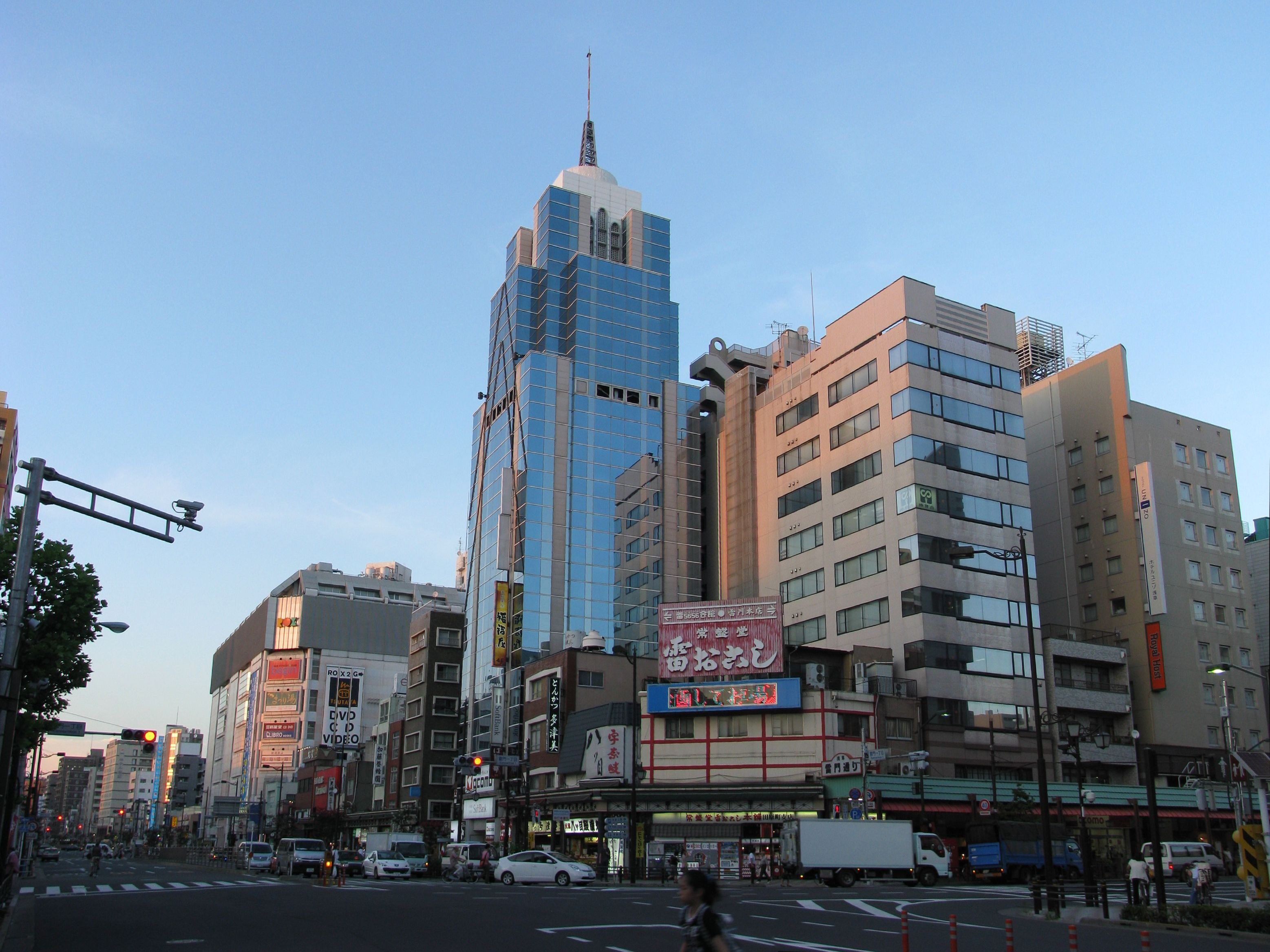
雷門一丁目交差点付近（2011年9月）

東京都道462号蔵前三ノ輪線（とうきょうとどう462ごう くらまえみのわせん）は、東京都台東区にある都道。特例都道の一つである。
江戸通り（国道6号）と蔵前橋通りが交わる蔵前一丁目交差点から分岐して、昭和通り・日光街道（国道4号）と明治通りが交わる大関横丁交差点までを結ぶ。

## 国際通り
都道462号のうち、寿4丁目交差点から西浅草3丁目交差点までのおよそ800 mは国際通り（しばしば浅草国際通り）と呼ばれ、浅草国際通り商店街が軒を連ねる。これは、かつて沿線に国際劇場があったことに由来する。
通り沿いの2軒の和太鼓店と1軒のドラムショップに目をつけ「ビート」（BEAT：Best Entertainment Authentic Town）とし、ビートストリートという愛称がある。
東京都通称道路名設定公告（2014年4月1日・整理番号134）では、蔵前二丁目交差点～三ノ輪交差点間を国際通りとされる。
また、2024年11月には国際通り上の「浅草国際通り商店街連合会」と、北側の「一葉桜開運振興会」「一葉桜国際通り振興会」に、南側の「蔵前商店街」の4つの商店街を合わせた「東京国際通り振興会」が発足した。全長3kmに渡り、日本一長い商店街としてPRしている。

## 接続する主な道路
| 交差する道路                                | 交差点名    |
| ------------------------------------------- | ----------- |
| 国道6号（江戸通り）室町・日本橋・東京駅方面 |             |
| 東京都道315号御徒町小岩線（蔵前橋通り）     | 蔵前1丁目   |
| 国道6号（江戸通り）                         | 蔵前2丁目   |
| 東京都道453号本郷亀戸線（春日通り）         | 寿3丁目     |
| 東京都道463号上野月島線（浅草通り）         | 寿4丁目     |
| （雷門通り）                                | 雷門一丁目  |
| 東京都道319号環状三号線（言問通り）         | 西浅草3丁目 |
| 国道4号（昭和通り）                         | 三ノ輪      |
| 東京都道306号王子千住夢の島線（明治通り）   | 大関横丁    |
| 国道4号（日光街道）千住・草加・春日部方面   |             |

## 接続する駅・路線
- 蔵前駅（都営大江戸線・都営浅草線）
- 田原町駅（東京メトロ銀座線）
- 浅草駅（首都圏新都市鉄道つくばエクスプレス）
- 三ノ輪駅（東京メトロ日比谷線）